# Períodes arqueològics d'Amèrica del Nord
Els períodes arqueològics d'Amèrica del Nord divideix en la història d'Amèrica precolombina del Nord en un nombre d'eres successives o períodes, des de l'estatge humà més antiga conegut fins al període colonial que va seguir la colonització europea d'Amèrica.

## Classificació d'etapes
Una de les classificacions més perdurables de períodes arqueològics i cultures fou establit en el llibre de Gordon Willey i Philip Phillips en 1958 Method and Theory in American Archaeology. Van dividir el registre arqueològic a les Amèriques en 5 fases, només tres dels quals s'apliquen a Amèrica del Nord. L'ús d'aquestes divisions ha disminuït en la major part d'Amèrica del Nord a causa de l'elaboració de classificacions locals amb desglossaments temporals de vegades més elaborats.
1. L'etapa paleoíndia i/o etapa lítica
2. L'Etapa arcaica
3. Etapa postarcaica - En aquest punt el sistema de classificacions d'Amèrica del Nord difereix de la resta de les Amèriques.
Per obtenir més detalls en les cinc etapes principals, que encara s'utilitzen en l'arqueologia mesoamericana, veure cronologia mesoamericana i Arqueologia d'Amèrica.

## Taula dels períodes arqueològics Amèrica del Nord
| Paleoamericans (Etapa lítica) (18,000 BC - 8000 BC)                                                 | Paleoamericans (Etapa lítica) (18,000 BC - 8000 BC)         | Cultura Clovis                                                  | Cultura Clovis                                        | c. 13,500 BC - 11,000 BC              |
| Paleoamericans (Etapa lítica) (18,000 BC - 8000 BC)                                                 | Paleoamericans (Etapa lítica) (18,000 BC - 8000 BC)         | Cultura Western Fluted Point                                    | Cultura Western Fluted Point                          | c. 11,200 BC - 9000 BC, California    |
| Paleoamericans (Etapa lítica) (18,000 BC - 8000 BC)                                                 | Paleoamericans (Etapa lítica) (18,000 BC - 8000 BC)         | Post Pattern                                                    | Post Pattern                                          | c. 11,000 BC - 7000 BC, NW California |
| Paleoamericans (Etapa lítica) (18,000 BC - 8000 BC)                                                 | Paleoamericans (Etapa lítica) (18,000 BC - 8000 BC)         | Cultura Folsom                                                  | Cultura Folsom                                        | c. 9000 BC - 8000 BC                  |
| Paleoamericans (Etapa lítica) (18,000 BC - 8000 BC)                                                 | Paleoamericans (Etapa lítica) (18,000 BC - 8000 BC)         | Cultura Dalton                                                  | Cultura Dalton                                        | c. 8500 BC - 7900 BC                  |
| Període arcaic (8000 BC - 1000 BC)                                                                  | per període                                                 | Arcaic inicial 8000 BC - 6000 BC                                | Cultures Plano                                        |                                       |
| Període arcaic (8000 BC - 1000 BC)                                                                  | per període                                                 | Arcaic inicial 8000 BC - 6000 BC                                | Tradició paleoàrtica                                  | 8000 BC - 5000 BC                     |
| Període arcaic (8000 BC - 1000 BC)                                                                  | per període                                                 | Arcaic inicial 8000 BC - 6000 BC                                | Maritim arcaic                                        |                                       |
| Període arcaic (8000 BC - 1000 BC)                                                                  | per període                                                 | Arcaic inicial 8000 BC - 6000 BC                                | Poble de pintura vermella                             |                                       |
| Període arcaic (8000 BC - 1000 BC)                                                                  | per període                                                 | Arcaic mitjà 6000 BC - 3000 BC                                  | Tradició Chihuahua                                    | c. 6000 BC - c. 250 AD                |
| Període arcaic (8000 BC - 1000 BC)                                                                  | per període                                                 | Arcaic mitjà 6000 BC - 3000 BC                                  | Watson Brake i baixa vall del Mississipi              | c. 3500 BC - 2800 BC                  |
| Període arcaic (8000 BC - 1000 BC)                                                                  | per període                                                 | Arcaic Tardà 3000 BCE - 1000 BC                                 | Tradició àrtica petites eines                         | 2500 BC - 800 BC                      |
| Període arcaic (8000 BC - 1000 BC)                                                                  | per període                                                 | Arcaic Tardà 3000 BCE - 1000 BC                                 | Tradició aleutiana                                    | 2500 BC - 1800 BC                     |
| Període arcaic (8000 BC - 1000 BC)                                                                  | per període                                                 | Arcaic Tardà 3000 BCE - 1000 BC                                 | Cultura Poverty Point                                 | 2200 BC - 700 BC                      |
| Període arcaic (8000 BC - 1000 BC)                                                                  | per localització                                            | Gran Conca                                                      | Desert arcaic                                         |                                       |
| Període arcaic (8000 BC - 1000 BC)                                                                  | per localització                                            | Gran Conca                                                      | Arcaic Mitjà                                          |                                       |
| Període arcaic (8000 BC - 1000 BC)                                                                  | per localització                                            | Gran Conca                                                      | Arcaic Tardà                                          |                                       |
| Període arcaic (8000 BC - 1000 BC)                                                                  | per localització                                            | Grans Llacs d'Amèrica del Nord                                  | Complex coure antic                                   | c. 4000 BC - c. 1000 BC               |
| Període arcaic (8000 BC - 1000 BC)                                                                  | per localització                                            | Poble roig ocre                                                 | c. 1000 BC - 100 BC                                   |                                       |
| Període arcaic (8000 BC - 1000 BC)                                                                  | per localització                                            | Cultura Glacial kame                                            | c. 8000 BC - 1000 BC                                  |                                       |
| Període arcaic (8000 BC - 1000 BC)                                                                  | per localització                                            | Mesoamèrica                                                     | Mexicà arcaic                                         |                                       |
| Període arcaic (8000 BC - 1000 BC)                                                                  | per localització                                            | Sud-oest: Arcaic sud-oest                                       | Arcaic – Era Cistellera Inicial                       | c. 7000 BC - c. 1500 BC               |
| Període arcaic (8000 BC - 1000 BC)                                                                  | per localització                                            | Sud-oest: Arcaic sud-oest                                       | Complex San Dieguito                                  | c. 6500 BC - c. 200 AD                |
| Període arcaic (8000 BC - 1000 BC)                                                                  | per localització                                            | Sud-oest: Arcaic sud-oest                                       | Tradició Chihuahua                                    | c. 6000 BC - c. 250 AD                |
| Període arcaic (8000 BC - 1000 BC)                                                                  | per localització                                            | Sud-oest: Arcaic sud-oest                                       | Cultura Oshara                                        | c. 5500 BC - c. 600 AD                |
| Període arcaic (8000 BC - 1000 BC)                                                                  | per localització                                            | Sud-oest: Arcaic sud-oest                                       | Cultura Cochise                                       | 5000 BC - 200 BC                      |
| Període arcaic (8000 BC - 1000 BC)                                                                  | per localització                                            | Califòrnia                                                      | Millingstone Horizon (o Tradició Encinitas)           | c. 5500 BC - 1500 BC                  |
| Període arcaic (8000 BC - 1000 BC)                                                                  | per localització                                            | Califòrnia                                                      | Horizon intermitjà (o Tradició Campbell)              | c. 1500 BC - 1000 AD                  |
| Període arcaic (8000 BC - 1000 BC)                                                                  | per localització                                            | Sud-est                                                         | Complex Elliott's Point                               | 2000 BC - 700 BC                      |
| Període arcaic (8000 BC - 1000 BC)                                                                  | per localització                                            | Sud-est                                                         | Cultura Mount Royal                                   | 5000 BC - 2000 BC                     |
| Període arcaic (8000 BC - 1000 BC)                                                                  | per localització                                            | Sud-est                                                         | Cultura Norwood                                       | 2000 BC - 500 BC                      |
| Període arcaic (8000 BC - 1000 BC)                                                                  | per localització                                            | Sud-est                                                         | Cultura Orange                                        | 2000 BC - 500 BC                      |
| Període arcaic (8000 BC - 1000 BC)                                                                  | per localització                                            | Sud-est                                                         | Cultura Poverty Point                                 | 2200 BC - 700 BC                      |
| Cultura Stallings Island (St. Simons)                                                               | 2500 BC - 1000 BC                                           | Sud-est                                                         |                                                       |                                       |
| Cultura Thoms Creek                                                                                 | 2500 BC - 1000 BC                                           | Sud-est                                                         |                                                       |                                       |
| Període postarcaic, (incorpora les etapes Formativa, clàssica and postclàssica) (1000 BC - present) | al Nord                                                     | Tradició Norton                                                 | Etapa Choris                                          | c. 1000 BC - 500 BC                   |
| Període postarcaic, (incorpora les etapes Formativa, clàssica and postclàssica) (1000 BC - present) | al Nord                                                     | Tradició Norton                                                 | Norton                                                | 500 BC - 800 AD                       |
| Període postarcaic, (incorpora les etapes Formativa, clàssica and postclàssica) (1000 BC - present) | al Nord                                                     | Tradició Norton                                                 | Etapa Ipiutak                                         | 1 AD - 800 AD                         |
| Període postarcaic, (incorpora les etapes Formativa, clàssica and postclàssica) (1000 BC - present) | al Nord                                                     | Cultura Dorset                                                  | Cultura Dorset                                        | 500 BC - 1500 AD                      |
| Període postarcaic, (incorpora les etapes Formativa, clàssica and postclàssica) (1000 BC - present) | al Nord                                                     | Cultura de Thule                                                | Cultura de Thule                                      | 1000 AD - 1600 AD                     |
| Període postarcaic, (incorpora les etapes Formativa, clàssica and postclàssica) (1000 BC - present) | al Sud-oest i per Classificació Pecos                       | Era Cistellera II Inicial                                       | Era Cistellera II Inicial                             | 1200 BC - 50 AD                       |
| Període postarcaic, (incorpora les etapes Formativa, clàssica and postclàssica) (1000 BC - present) | al Sud-oest i per Classificació Pecos                       | Era Cistellera II Final                                         | Era Cistellera II Final                               | 50 AD - 500 AD                        |
| Període postarcaic, (incorpora les etapes Formativa, clàssica and postclàssica) (1000 BC - present) | al Sud-oest i per Classificació Pecos                       | Era Cistellera III                                              | Era Cistellera III                                    | 500 AD - 750 AD                       |
| Període postarcaic, (incorpora les etapes Formativa, clàssica and postclàssica) (1000 BC - present) | al Sud-oest i per Classificació Pecos                       | Era Pueblo I                                                    | Era Pueblo I                                          | 750 AD - 900 AD                       |
| Període postarcaic, (incorpora les etapes Formativa, clàssica and postclàssica) (1000 BC - present) | al Sud-oest i per Classificació Pecos                       | Era Pueblo II                                                   | Era Pueblo II                                         | 900 AD - 1150 AD                      |
| Període postarcaic, (incorpora les etapes Formativa, clàssica and postclàssica) (1000 BC - present) | al Sud-oest i per Classificació Pecos                       | Era Pueblo III                                                  | Era Pueblo III                                        | 1150 AD - 1350 AD                     |
| Període postarcaic, (incorpora les etapes Formativa, clàssica and postclàssica) (1000 BC - present) | al Sud-oest i per Classificació Pecos                       | Era Pueblo IV                                                   | Era Pueblo IV                                         | 1350 AD - 1600 AD                     |
| Període postarcaic, (incorpora les etapes Formativa, clàssica and postclàssica) (1000 BC - present) | al Sud-oest i per Classificació Pecos                       | Era Pueblo V                                                    | Era Pueblo V                                          | 1600 AD - present                     |
| Període postarcaic, (incorpora les etapes Formativa, clàssica and postclàssica) (1000 BC - present) | al Sud-oest i per pobles                                    | Antics pobles Pueblo (Anasazi)                                  | Antics pobles Pueblo (Anasazi)                        | 1 AD - 1300 AD                        |
| Període postarcaic, (incorpora les etapes Formativa, clàssica and postclàssica) (1000 BC - present) | al Sud-oest i per pobles                                    | Hohokam                                                         | Hohokam                                               | 200 AD - 1450 AD                      |
| Període postarcaic, (incorpora les etapes Formativa, clàssica and postclàssica) (1000 BC - present) | al Sud-oest i per pobles                                    | Fremont                                                         | Fremont                                               | 400 AD - 1350 AD                      |
| Període postarcaic, (incorpora les etapes Formativa, clàssica and postclàssica) (1000 BC - present) | al Sud-oest i per pobles                                    | Pataya                                                          | Pataya                                                | 700 AD - 1550 AD                      |
| Període postarcaic, (incorpora les etapes Formativa, clàssica and postclàssica) (1000 BC - present) | al Sud-oest i per pobles                                    | Mogollon                                                        | Mogollon                                              | 700 AD - 1400 AD                      |
| Període postarcaic, (incorpora les etapes Formativa, clàssica and postclàssica) (1000 BC - present) | a l'Est i per pobles                                        | Període Silvícola Inicial 1000 BCE - 1 CE                       | Cultura Adena                                         | 1000 BC - 100 BC                      |
| Període postarcaic, (incorpora les etapes Formativa, clàssica and postclàssica) (1000 BC - present) | a l'Est i per pobles                                        | Període Silvícola Inicial 1000 BCE - 1 CE                       | Cultura Deptford – regió atlàntica                    | 800 BC - 700 AD                       |
| Període postarcaic, (incorpora les etapes Formativa, clàssica and postclàssica) (1000 BC - present) | a l'Est i per pobles                                        | Període Silvícola Inicial 1000 BCE - 1 CE                       | Cultura Deptford - regió del Golf                     | 500 BC - 200 AD                       |
| Període postarcaic, (incorpora les etapes Formativa, clàssica and postclàssica) (1000 BC - present) | a l'Est i per pobles                                        | Període Silvícola Mitjà 1 - 500                                 | Cultura Hopewell                                      | 200 BC - 400 AD                       |
| Període postarcaic, (incorpora les etapes Formativa, clàssica and postclàssica) (1000 BC - present) | a l'Est i per pobles                                        | Període Silvícola Mitjà 1 - 500                                 | Cultura Havana Hopewell (cultura howepelliana)        | 200 BC to 400 AD                      |
| Període postarcaic, (incorpora les etapes Formativa, clàssica and postclàssica) (1000 BC - present) | a l'Est i per pobles                                        | Període Silvícola Mitjà 1 - 500                                 | Kansas City Hopewell (cultura howepelliana)           | 100 BC – 700 AD                       |
| Període postarcaic, (incorpora les etapes Formativa, clàssica and postclàssica) (1000 BC - present) | a l'Est i per pobles                                        | Període Silvícola Mitjà 1 - 500                                 | Cultura Swift Creek (cultura howepelliana)            | 100–500 AD                            |
| Període postarcaic, (incorpora les etapes Formativa, clàssica and postclàssica) (1000 BC - present) | a l'Est i per pobles                                        | Període Silvícola Mitjà 1 - 500                                 | Cultura Santa Rosa-Swift Creek (cultura howepelliana) | 100–300 AD                            |
| Període postarcaic, (incorpora les etapes Formativa, clàssica and postclàssica) (1000 BC - present) | a l'Est i per pobles                                        | Període Silvícola Mitjà 1 - 500                                 | Cultura Marksville (cultura howepelliana)             | 1 - 400 CE                            |
| Període postarcaic, (incorpora les etapes Formativa, clàssica and postclàssica) (1000 BC - present) | a l'Est i per pobles                                        | Període Silvícola Mitjà 1 - 500                                 | Cultura Fourche Maline                                | 300 BC to 800 AD                      |
| Període postarcaic, (incorpora les etapes Formativa, clàssica and postclàssica) (1000 BC - present) | a l'Est i per pobles                                        | Període Silvícola Mitjà 1 - 500                                 | Cultura Copena (cultura howepelliana)                 | 1 - 500 CE                            |
| Període postarcaic, (incorpora les etapes Formativa, clàssica and postclàssica) (1000 BC - present) | a l'Est i per pobles                                        | Període Silvícola Final 500–1000                                | Cultura Baytown                                       | 300–700 CE                            |
| Període postarcaic, (incorpora les etapes Formativa, clàssica and postclàssica) (1000 BC - present) | a l'Est i per pobles                                        | Període Silvícola Final 500–1000                                | Cultura Plum Bayou                                    | 400–900 CE                            |
| Període postarcaic, (incorpora les etapes Formativa, clàssica and postclàssica) (1000 BC - present) | a l'Est i per pobles                                        | Període Silvícola Final 500–1000                                | Cultura Troyville                                     | 300–700 CE                            |
| Període postarcaic, (incorpora les etapes Formativa, clàssica and postclàssica) (1000 BC - present) | a l'Est i per pobles                                        | Període Silvícola Final 500–1000                                | Cultura Coles Creek                                   | 700–1100 CE                           |
| Període postarcaic, (incorpora les etapes Formativa, clàssica and postclàssica) (1000 BC - present) | a l'Est i per pobles                                        | Cultura del Mississipi 900–1500 (acaba amb el contacte europeu) | Cultura del Mississipi inicial                        | 1000 - 1200 CE                        |
| Període postarcaic, (incorpora les etapes Formativa, clàssica and postclàssica) (1000 BC - present) | a l'Est i per pobles                                        | Cultura del Mississipi 900–1500 (acaba amb el contacte europeu) | Cultura del Mississipi mitjana                        | 1200–1400 CE                          |
| Període postarcaic, (incorpora les etapes Formativa, clàssica and postclàssica) (1000 BC - present) | a l'Est i per pobles                                        | Cultura del Mississipi 900–1500 (acaba amb el contacte europeu) | Cultura del Mississipi final                          | 1400–1500 CE (o contacte europeu)     |
| Període postarcaic, (incorpora les etapes Formativa, clàssica and postclàssica) (1000 BC - present) | a l'Est i per pobles                                        | Fort Ancient (a cultura no Mississippiana)                      | Fort Ancient (a cultura no Mississippiana)            | 1000 - 1550 CE                        |
| Període postarcaic, (incorpora les etapes Formativa, clàssica and postclàssica) (1000 BC - present) | a Florida i parts adjacent d'Alabama i Geòrgia, per cultura | Cultura Belle Glade                                             | Cultura Belle Glade                                   | 1050 BCE - contacte europeu           |
| Període postarcaic, (incorpora les etapes Formativa, clàssica and postclàssica) (1000 BC - present) | a Florida i parts adjacent d'Alabama i Geòrgia, per cultura | Cultura Glades                                                  | Cultura Glades                                        | 550 BCE - contacte europeu            |
| Període postarcaic, (incorpora les etapes Formativa, clàssica and postclàssica) (1000 BC - present) | a Florida i parts adjacent d'Alabama i Geòrgia, per cultura | Cultura Manasota                                                | Cultura Manasota                                      | 550 BCE - 800 CE                      |
| Període postarcaic, (incorpora les etapes Formativa, clàssica and postclàssica) (1000 BC - present) | a Florida i parts adjacent d'Alabama i Geòrgia, per cultura | Cultura St. Johns                                               | Cultura St. Johns                                     | 550 BCE - contacte europeu            |
| Període postarcaic, (incorpora les etapes Formativa, clàssica and postclàssica) (1000 BC - present) | a Florida i parts adjacent d'Alabama i Geòrgia, per cultura | Cultura Caloosahatchee                                          | Cultura Caloosahatchee                                | 500 BCE - contacte europeu            |
| Període postarcaic, (incorpora les etapes Formativa, clàssica and postclàssica) (1000 BC - present) | a Florida i parts adjacent d'Alabama i Geòrgia, per cultura | Cultura Weeden Island 100–1000 CE                               | Weeden Island I, inclosa                              | 100–750 CE                            |
| Període postarcaic, (incorpora les etapes Formativa, clàssica and postclàssica) (1000 BC - present) | a Florida i parts adjacent d'Alabama i Geòrgia, per cultura | Cultura Weeden Island 100–1000 CE                               | - Cultura Cades Pond                                  | 100–600 CE                            |
| Període postarcaic, (incorpora les etapes Formativa, clàssica and postclàssica) (1000 BC - present) | a Florida i parts adjacent d'Alabama i Geòrgia, per cultura | Cultura Weeden Island 100–1000 CE                               | - Cultura Kolomaki                                    | 350–750 CE                            |
| Període postarcaic, (incorpora les etapes Formativa, clàssica and postclàssica) (1000 BC - present) | a Florida i parts adjacent d'Alabama i Geòrgia, per cultura | Cultura Weeden Island 100–1000 CE                               | - Cultura McKeithen Weeden Island                     | 200–750 CE                            |
| Període postarcaic, (incorpora les etapes Formativa, clàssica and postclàssica) (1000 BC - present) | a Florida i parts adjacent d'Alabama i Geòrgia, per cultura | Cultura Weeden Island 100–1000 CE                               | Weeden Island II, inclosa                             | 750–1000 CE                           |
| Període postarcaic, (incorpora les etapes Formativa, clàssica and postclàssica) (1000 BC - present) | a Florida i parts adjacent d'Alabama i Geòrgia, per cultura | Cultura Weeden Island 100–1000 CE                               | - Cultura Wakulla                                     | 750–1000 CE                           |
| Període postarcaic, (incorpora les etapes Formativa, clàssica and postclàssica) (1000 BC - present) | a Florida i parts adjacent d'Alabama i Geòrgia, per cultura | Cultura Alachua                                                 | Cultura Alachua                                       | 600 - contacte europeu                |
| Període postarcaic, (incorpora les etapes Formativa, clàssica and postclàssica) (1000 BC - present) | a Florida i parts adjacent d'Alabama i Geòrgia, per cultura | Cultura Suwannee Valley                                         | Cultura Suwannee Valley                               | 750 - contacte europeu                |
| Període postarcaic, (incorpora les etapes Formativa, clàssica and postclàssica) (1000 BC - present) | a Florida i parts adjacent d'Alabama i Geòrgia, per cultura | Cultura Safety Harbor                                           | Cultura Safety Harbor                                 | 800 - contacte europeu                |
| Període postarcaic, (incorpora les etapes Formativa, clàssica and postclàssica) (1000 BC - present) | a Florida i parts adjacent d'Alabama i Geòrgia, per cultura | Cultura Fort Walton Cultura Mississippiana                      | Cultura Fort Walton Cultura Mississippiana            | 1000 - contacte europeu               |
| Període postarcaic, (incorpora les etapes Formativa, clàssica and postclàssica) (1000 BC - present) | a Florida i parts adjacent d'Alabama i Geòrgia, per cultura | Cultura Pensacola                                               | Cultura Pensacola                                     | 1250 - contacte europeu               |

## Cultura, fase i taula cronològica per a la vall del Mississipi
| Períodes Baix Mississipi                                                                                                   | Fases Baix Yazoo | Baix Yazoo Dates | Fases Tensas/Natchez   | Fases Cahokia            | Dates Cahokia              | Fases confluència Ohio/Miss. River | Dates Ohio/Miss.           |
| --- | ---------------- | ---------------- | ---------------------- | ------------------------ | -------------------------- | ---------------------------------- | -------------------------- |
| Històric | Russell          | 1650 - 1750 CE   | Tensas / Natchez       | Quart Vacant             | 1350 CE - Contacte europeu | Jackson                            | 1500-1650 CE               |
| Cultura Plaquemine Mississippiana Plaquemine Tardà/Mississipia Plaquemine Mitjà/Mississipià Plaquemine Inicial/Mississipià | Wasp Lake        | 1400-1650 CE     | Transylvania / Emerald | Quart Vacant             | 1350 CE - Contacte europeu | Jackson                            | 1500-1650 CE               |
| Cultura Plaquemine Mississippiana Plaquemine Tardà/Mississipia Plaquemine Mitjà/Mississipià Plaquemine Inicial/Mississipià | Lake George      | 1300-1400 CE     | Fitzhugh / Foster      | Sand Prairie             | 1275-1350 CE               | Fase Medley                        | 1300-1500 CE               |
| Cultura Plaquemine Mississippiana Plaquemine Tardà/Mississipia Plaquemine Mitjà/Mississipià Plaquemine Inicial/Mississipià | Winterville      | 1200-1300 CE     | Routh / Anna           | Moorehead                | 1200-1275 CE               | Dorena                             | 1100-1300 CE               |
| Coles Creek de transició                                                                                                   | Crippen Point    | 1050-1200 CE     | Preston / Gordon       | Lohmann Sterling         | 1050-1200 CE               | Dorena                             | 1100-1300 CE               |
| Cultura Coles Creek Coles Creek Final Coles Creek Mitjana Coles Creek Inicial                                              | Kings Crossing   | 950-1050 CE      | Balmoral               | Silvícola Terminal Final | 900-1050 CE                | James Bayou                        | 900-1100 CE                |
| Cultura Coles Creek Coles Creek Final Coles Creek Mitjana Coles Creek Inicial                                              | Aden             | 800-950 CE       | Ballina                | Silvícola Terminal Final | 900-1050 CE                | James Bayou                        | 900-1100 CE                |
| Cultura Coles Creek Coles Creek Final Coles Creek Mitjana Coles Creek Inicial                                              | Bayland          | 600-800 CE       | Sundown                | Silvícola Tardà          | 400-900 CE                 | Cane Hills Berkley                 | 600-900 CE 400–600 CE      |
| Baytown/Troyville Baytown 2 Baytown 1                                                                                      | Deasonville      | 500-600 CE       | Marsden                | Silvícola Tardà          | 400-900 CE                 | Cane Hills Berkley                 | 600-900 CE 400–600 CE      |
| Baytown/Troyville Baytown 2 Baytown 1                                                                                      | Little Sunflower | 400-500 CE       | Indian Bayou           | Silvícola Tardà          | 400-900 CE                 | Cane Hills Berkley                 | 600-900 CE 400–600 CE      |
| Cultura Marksville Marksville final Marksville inicial                                                                     | Issaquena        | 200-400 CE       | Issaquena              | Silvícola Mitjà          | 200 BCE - 400 CE           | La Plant Burkett                   | 100 BCE-400 CE 550-100 BCE |
| Cultura Marksville Marksville final Marksville inicial                                                                     | Anderson Landing | 0-200 CE         | Point Lake/ Grand Gulf | Silvícola Mitjà          | 200 BCE - 400 CE           | La Plant Burkett                   | 100 BCE-400 CE 550-100 BCE |
| Cultura Tchefuncte | Tuscola          | 400 BCE-0 CE     | Panther Lake           | Silvícola Mitjà          | 200 BCE - 400 CE           | La Plant Burkett                   | 100 BCE-400 CE 550-100 BCE |
| Jaketown | Poverty Point    | 700- 400 BCE     | Frasier                | Silvícola Inicial        | 700-200 BCE                | O'Bryan Ridge                      | 700-550 BCE                |
| - | Poverty Point    | 1000-700 BCE     | -                      | Arcaic final             | 1000 - 200 BCE             | O'Bryan Ridge                      | 700-550 BCE                |